# Jinyuan
Jinyuan léase Chin-Yuán (en chino:晋源区,pinyin:Jìnyuán qū) es un distrito urbano bajo la administración directa de la ciudad-prefectura de Taiyuan. Se ubica en el corazón geográfico de la provincia de Shanxi, este de la República Popular China. Su área es de 287 km² y su población total para 2010 fue +200 mil habitantes.

## Administración
El distrito de Jinyuan se divide en 6 pueblos que se administran en 3 subdistritos y 3 villas.